# Onthophagus geminatus
Onthophagus geminatus là một loài bọ cánh cứng trong họ Bọ hung (Scarabaeidae).